# 雷電山古墳 (東松山市)
雷電山古墳（らいでんやまこふん）は、埼玉県東松山市の三千塚古墳群内にある帆立貝形古墳である。埴輪を持つ埼玉県最古の古墳。

## 概要
大谷の丘陵上、標高90メートルの雷電山山頂に築造された。後円部の最上段のみ盛り土がされ、それ以外の部分は地山を削り出して造成されている。墳丘の形状は奈良・乙女山古墳に類似する。1984年（昭和59年）の調査で、墳丘は三段構成であること、前方部頂部に葺石が施されていること、四重の埴輪列が巡ることが明らかになった。埼玉県で最も古い埴輪の出土例である。後円部墳頂にも方形の埴輪列が確認されており、その中心に埋葬施設が存在すると思われる。主体部は粘土槨か木棺直葬と見られている。
古墳群は1956年（昭和31年）に「三千塚古墳群」として市の史跡に指定され、出土した埴輪も2004年（平成16年）に市の有形文化財（考古資料）に指定されている。
増田一郎は、突如現れる埼玉古墳群の故地を比企の地に比定しており、雷電山古墳は乎獲居臣の祖父である半弖比の墓であるとした。

## 出土品

円筒埴輪埼玉県立歴史と民俗の博物館展示。

朝顔形埴輪、円筒埴輪、器台形埴輪が確認された。これらの埴輪は、一般に知られているそれとは別物ともいえる特異なものである。いずれも表面の調整にハケメ工具が用いられておらず、これは形状が特異なばかりでなく、埴輪というよりむしろ土師器に近い技術で作られているといえる。野焼き製作を示す黒斑が認められることから5世紀前半の製作と推定されている。これらの埴輪は、現在埼玉県立歴史と民俗の博物館に展示されている。